# Mercedes-Benz C 216

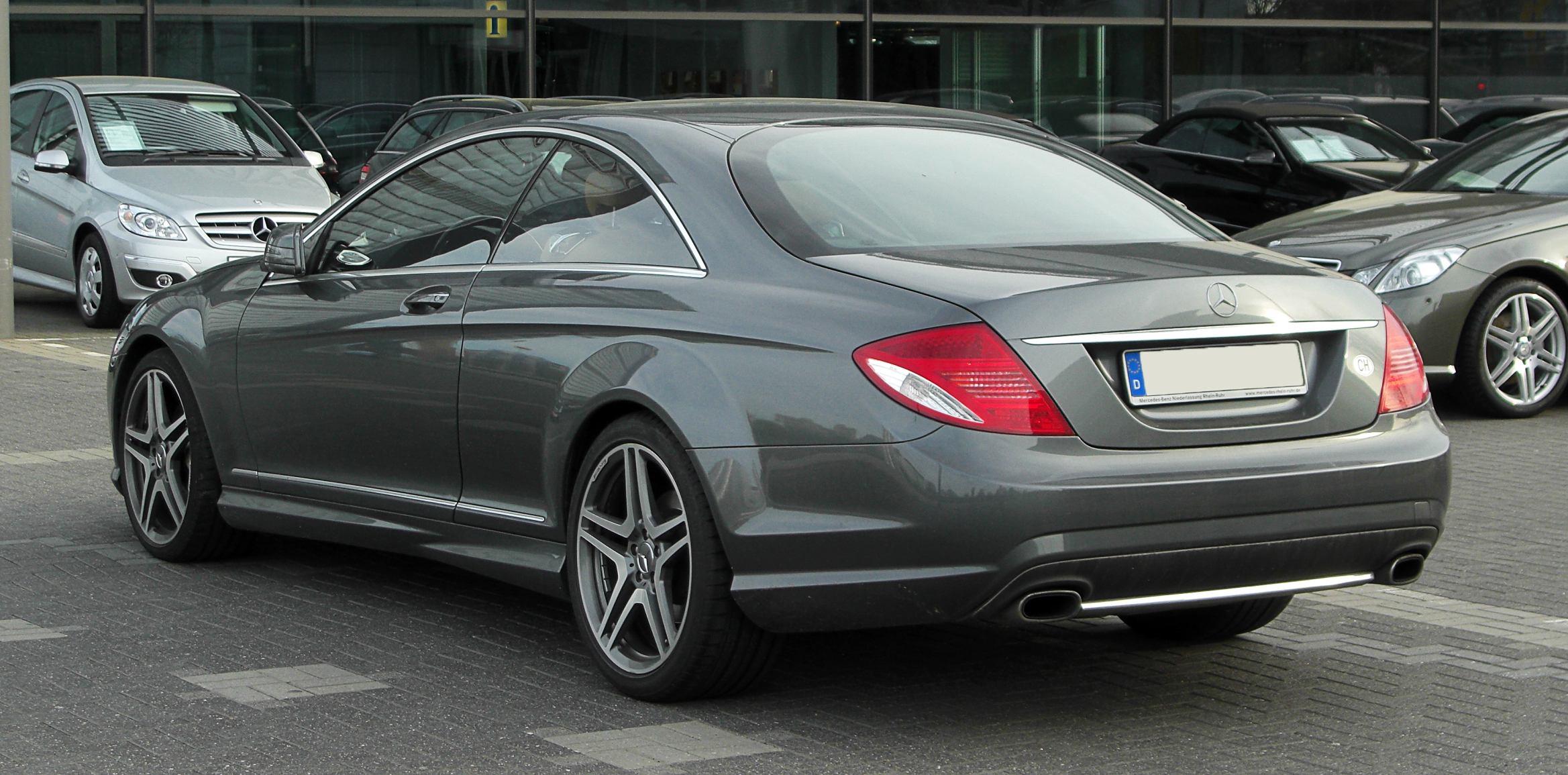
Heckansicht

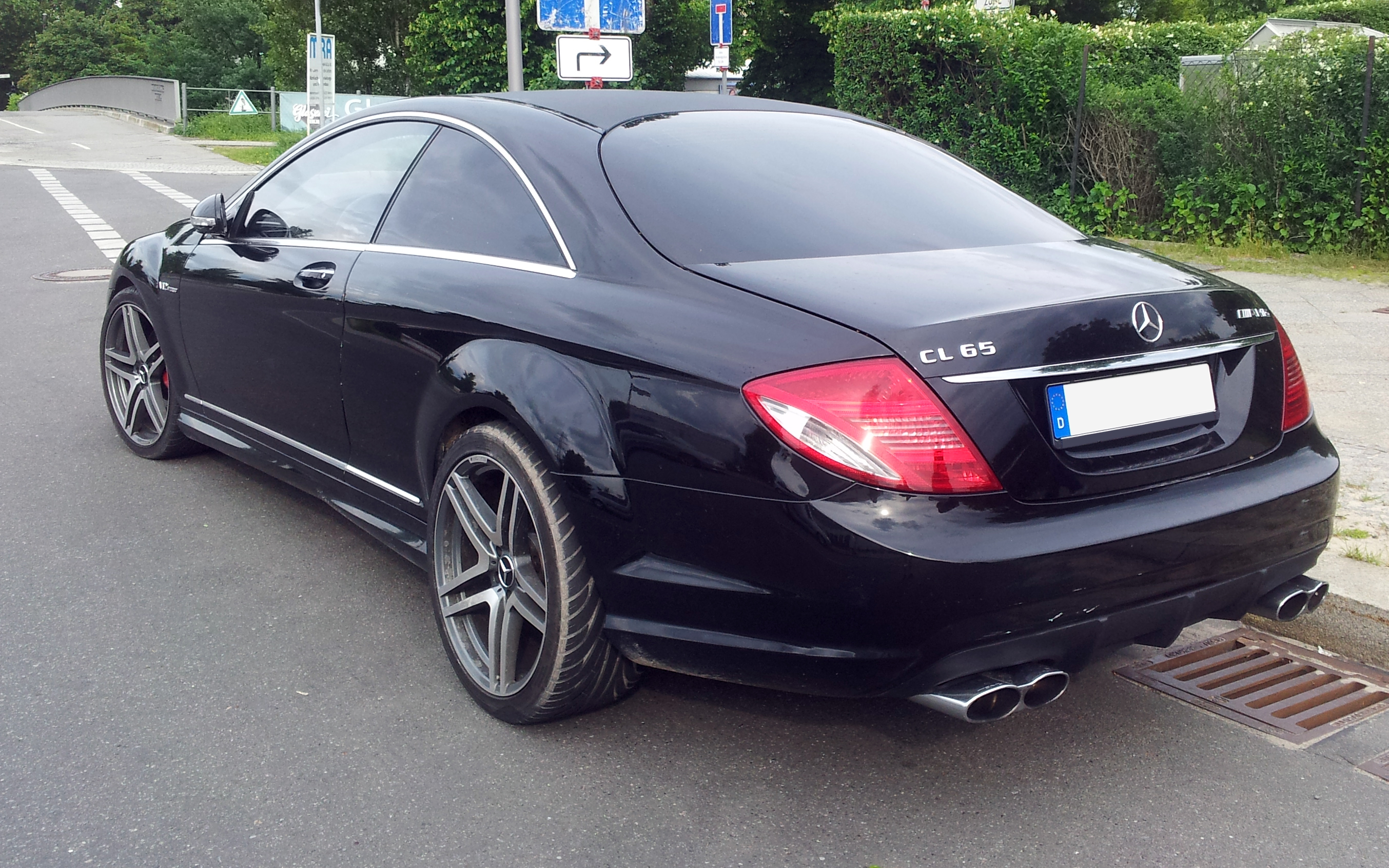
Mercedes-Benz CL 65 AMG
(2006–2010)

Der Mercedes-Benz C 216 ist ein zweitüriges Coupé der Oberklasse und die dritte Generation der Mercedes-Benz CL-Klasse. Es löste im September 2006 das Vorgänger-Coupé Mercedes-Benz C 215 ab. Der C 216 basiert auf leicht veränderter Plattform der S-Klasse-Limousine der Baureihe 221. Gegenüber dem Vorgänger wuchs die Karosserie in der Länge um 75 auf 5065 mm (ab Sommer 2010 auf 5095 mm), in der Breite um 14 auf 1871 mm und in der Höhe um 20 auf 1419 mm.
Der Grundpreis lag zur Markteinführung bei rund 106.000 €, zur Überarbeitung im Sommer 2010 wurde dieser auf rund 120.000 € erhöht.
Im Dezember 2013 endete die Produktion, wobei freie Bestellungen noch bis August 2013 getätigt werden konnten. Insgesamt wurden 32.258 Fahrzeuge produziert. Rund 37 Prozent wurden nach Nordamerika exportiert.

## Motoren und technische Daten
Das Einstiegsmodell CL 500 war ab April 2006 auf Wunsch auch mit dem Allradantrieb 4MATIC lieferbar. Der bereits in der S-Klasse (Baureihe 221) eingesetzte Allradantrieb hat ein Mehrgewicht von 70 kg, erreicht jedoch durch diverse Maßnahmen dieselben Fahrleistungs- und Verbrauchswerte wie die Version mit Standardantrieb. Bei den Allradversionen wird aus Platzgründen das sonst serienmäßige Active Body Control durch die ebenfalls aus der S-Klasse bekannte Luftfederung Airmatic DC ersetzt.
Beide Antriebsvarianten verfügen ebenso wie der CL 63 AMG serienmäßig über das Automatikgetriebe 7G-TRONIC. Eine Sonderstellung nehmen die Zwölfzylindermodelle CL 600 und CL 65 AMG ein. Sie werden aufgrund ihres hohen Drehmoments nur mit Fünf-Gang-Automatikgetriebe angeboten.
Mit der Modellpflege wurde der CL 500 durch den CL 500 BlueEFFICIENCY, der ab Mai 2013 wieder als CL 500 bezeichnet worden ist, mit 320 kW (435 PS) ersetzt. Des Weiteren wurde der CL 63 AMG überarbeitet und leistet fortan 400 kW (544 PS); ebenso der CL 65 AMG, der es nun auf 463 kW (630 PS) bringt.
|                                             | CL 500 (4MATIC)                                      | CL 500 (4MATIC) (1)                                  | CL 63 AMG                                            | CL 63 AMG                                            | CL 600                                               | CL 600                                               | CL 65 AMG                                            | CL 65 AMG                                            |
| ------------------------------------------- | ---------------------------------------------------- | ---------------------------------------------------- | ---------------------------------------------------- | ---------------------------------------------------- | ---------------------------------------------------- | ---------------------------------------------------- | ---------------------------------------------------- | ---------------------------------------------------- |
| Bauzeitraum                                 | 06/2006–06/2010                                      | 07/2010–12/2013                                      | 06/2006–06/2010                                      | 07/2010–12/2013                                      | 10/2006–06/2010                                      | 07/2010–12/2013                                      | 10/2006–06/2010                                      | 07/2010–12/2013                                      |
| Motorbezeichnung *                          | M 273 KE 55                                          | M 278 DE 46 AL                                       | M 156 E 63                                           | M 157 DE 55 AL                                       | M 275 E 55 AL                                        | M 275 E 55 AL                                        | M 275 E 60 AL                                        | M 275 E 60 AL                                        |
| Motortyp                                    | V8-Ottomotor                                         | V8-Ottomotor mit Direkteinspritzung                  | V8-Ottomotor                                         | V8-Ottomotor mit Direkteinspritzung                  | V12-Ottomotor                                        | V12-Ottomotor                                        | V12-Ottomotor                                        | V12-Ottomotor                                        |
| Motoraufladung                              | —                                                    | Biturbo                                              | —                                                    | Biturbo                                              | Biturbo                                              | Biturbo                                              | Biturbo                                              | Biturbo                                              |
| Hubraum                                     | 5461 cm³                                             | 4663 cm³                                             | 6208 cm³                                             | 5461 cm³                                             | 5513 cm³                                             | 5513 cm³                                             | 5980 cm³                                             | 5980 cm³                                             |
| Leistung                                    | 285 kW (388 PS) bei 6000/min                         | 320 kW (435 PS) bei 5250/min                         | 386 kW (525 PS) bei 6800/min                         | 400/420 (2) kW (544/571 (2) PS) bei 5500/min         | 380 kW (517 PS) bei 5000/min                         | 380 kW (517 PS) bei 5000/min                         | 450 kW (612 PS) bei 4800–5100/min                    | 463 kW (630 PS) bei 4800/min                         |
| max. Drehmoment                             | 530 Nm bei 2800–4800/min                             | 700 Nm bei 1800–3500/min                             | 630 Nm bei 5200/min                                  | 800/900 (2) Nm bei 2000–4500/min                     | 830 Nm bei 1900–3500/min                             | 830 Nm bei 1800–3500/min                             | 1000 Nm bei 2000–4000/min                            | 1000 Nm bei 2300–4300/min                            |
| Antrieb, serienmäßig [ optional ]           | Hinterradantrieb Allradantrieb                       | Hinterradantrieb Allradantrieb                       | Hinterradantrieb                                     | Hinterradantrieb                                     | Hinterradantrieb                                     | Hinterradantrieb                                     | Hinterradantrieb                                     | Hinterradantrieb                                     |
| Fahrwerk                                    | Active Body Control (Airmatic bei Allradantrieb)     | Active Body Control (Airmatic bei Allradantrieb)     | Active Body Control                                  | Active Body Control                                  | Active Body Control                                  | Active Body Control                                  | Active Body Control                                  | Active Body Control                                  |
| Getriebe, serienmäßig                       | 7-Gang-Automatik (7G-Tronic)                         | 7-Gang-Automatik (7G-Tronic Plus)                    | 7-Gang-Automatik (7G-Tronic)                         | AMG SPEEDSHIFT MCT 7-Gang-Sportgetriebe              | 5-Gang-Automatik (5G-Tronic)                         | 5-Gang-Automatik (5G-Tronic)                         | AMG SPEEDSHIFT 5-Gang-Automatik                      | AMG SPEEDSHIFT 5-Gang-Automatik                      |
| Höchstgeschwindigkeit                       | 250 km/h (abgeregelt) 300 km/h (Performance Package) | 250 km/h (abgeregelt) 300 km/h (Performance Package) | 250 km/h (abgeregelt) 300 km/h (Performance Package) | 250 km/h (abgeregelt) 300 km/h (Performance Package) | 250 km/h (abgeregelt) 300 km/h (Performance Package) | 250 km/h (abgeregelt) 300 km/h (Performance Package) | 250 km/h (abgeregelt) 300 km/h (Performance Package) | 250 km/h (abgeregelt) 300 km/h (Performance Package) |
| Beschleunigung, 0–100 km/h                  | 5,4 s                                                | 4,9 s                                                | 4,6 s                                                | 4,5 s/4,4 s (2)                                      | 4,6 s                                                | 4,6 s                                                | 4,4 s                                                | 4,4 s                                                |
| Kraftstoffverbrauch auf 100 km (kombiniert) | 12,3 l Super [ 12,3 l Super ]                        | 9,5–9,9 l Super [ 9,9–10,1 l Super ]                 | 14,9 l Super Plus                                    | 10,5 l Super Plus                                    | 14,3 l Super Plus                                    | 13,8 l Super Plus                                    | 14,8 l Super Plus                                    | 14,3 l Super Plus                                    |
| CO2-Emission (kombiniert)                   | 288 g/km [ 288 g/km ]                                | 224–232 g/km [ 237–242 g/km ]                        | 355 g/km                                             | 244 g/km                                             | 340 g/km                                             | 322 g/km                                             | 355 g/km                                             | 334 g/km                                             |
| Abgasnorm nach EU-Klassifikation            | Euro 4                                               | Euro 5                                               | Euro 4                                               | Euro 5                                               | Euro 4                                               | Euro 5                                               | Euro 4                                               | Euro 5                                               |

Werte in eckigen Klammern [ ] für Modelle mit Allradantrieb

* Die Motorbezeichnung ist wie folgt verschlüsselt:
M = Motor (Otto), Baureihe = 3-stellig, DE = Direkteinspritzung, E = Saugrohreinspritzung, KE = Kanaleinspritzung, Hubraum = Deziliter (gerundet), A = Abgasturbolader, L = Ladeluftkühlung

## Ausstattung

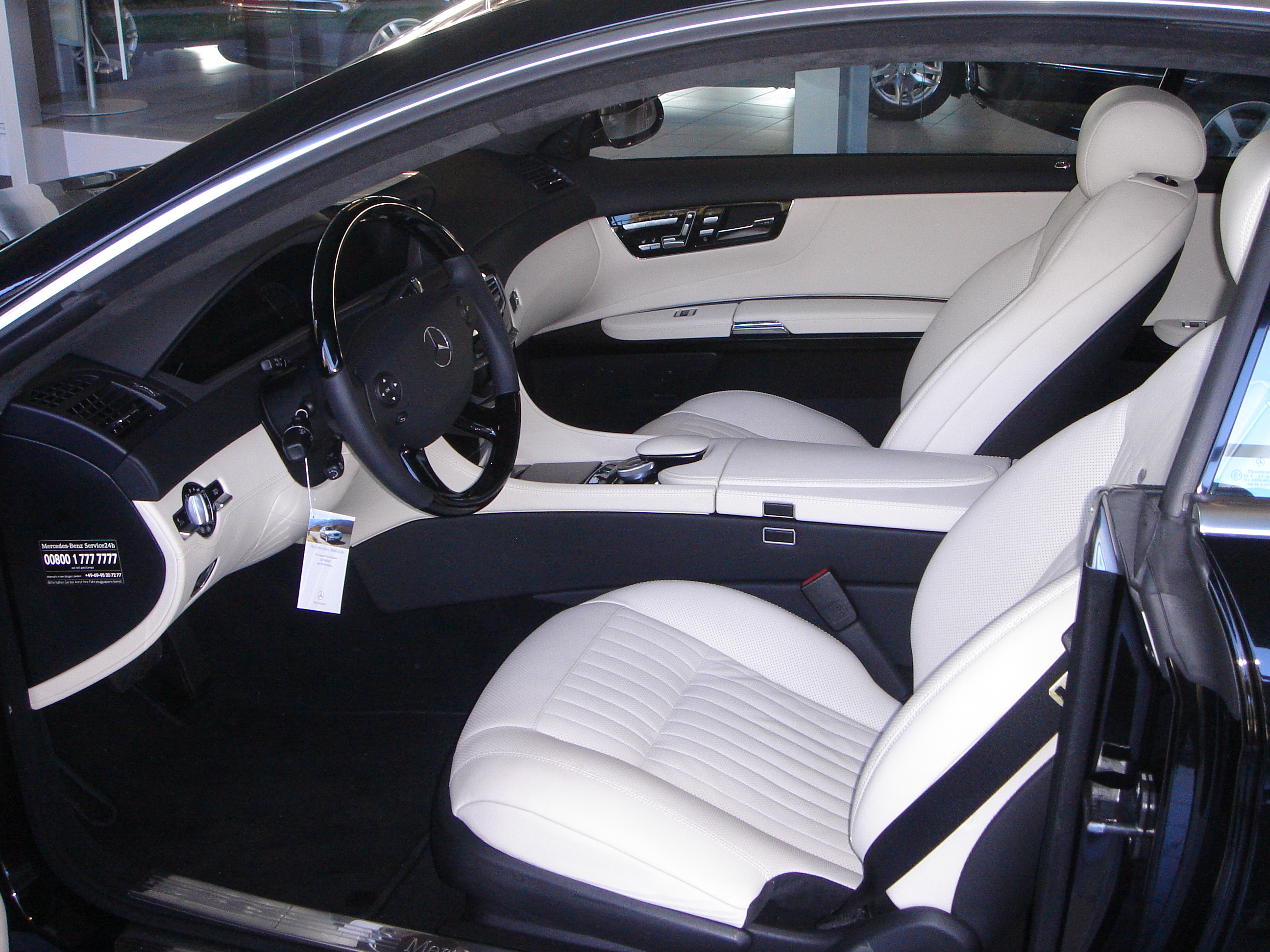
Innenraum mit optionalem Designo-Leder und Zierteilen

Optional wird erstmals ein Infrarot-Nachtsichtassistent eingesetzt. Zusätzlich zu den Bi-Xenonscheinwerfern leuchten weitreichende Infrarotscheinwerfer die Straße aus. Das reflektierte Licht und Wärmestrahlung von Objekten (Personen, Tiere, Fahrzeuge etc.) wird von einer Videokamera erfasst und das Bild auf der Flüssigkristallanzeige im Kombiinstrument dargestellt. Dadurch wird die optische Sichtweite auf 120 m gesteigert, gegenüber ca. 60 m mit Abblendlicht. Bei entgegenkommenden Fahrzeugen, die mit dem gleichen System ausgestattet sind, funktioniert das System jedoch nicht einwandfrei. Zur Serienausstattung gehören unter anderem auch folgende Sicherheitsfunktionen: Adaptives Bremslicht (LED), Pre-Safe mit Bremsassistent BAS Plus, Pre-Safe-Bremse, elektromechanische Feststellbremse sowie gegen Aufpreis die um ein Nahbereichsradar erweiterte Distronic Plus. Auf dem nordamerikanischen Markt kommt zudem seit November 2009 das vom Vorgängermodell übernommene automatische Notrufsystem mbrace – als Nachfolger des abgelösten Tele-Aid Systems zum Einsatz.
Des Weiteren ist die Kontrolllogik des elektronischen Bedien- und Anzeigesystems COMAND grundlegend erneuert worden und wird nun zentral von einem Dreh-Drück-Schiebe-Steller vorgenommen, ähnlich dem Audi MMI oder BMW iDrive. Zudem war ab Oktober 2006 eine Mobiltelefonvorrüstung (Code 386) mit dem SIM Access Profile erhältlich. Die Baureihe C 216 bietet außerdem eine volldigitale und diskret integrierte 5.1-Surround-Sound-Anlage. Möglich macht dies die DTCP-Technik (Digital Transmission Content Protection). Diese digitale Verschlüsselung von Harman Kardon ermöglicht eine kopiergeschützte Übertragung der Signale mittels Lichtwellenleiter von der Quelle bis zum Verstärker. Damit entfällt die Umwandlung digitaler Signale in analoge, wodurch erstmals moderne Multikanal-Formate von DVD-Audio und -Video sowie DTS-CDs verlustfrei im Fahrzeug abgespielt werden können.
Der Wagen ist mit einer Vielzahl von technischen Besonderheiten ausgestattet. Serienmäßig gehören dazu:
- Bi-Xenon-Scheinwerfer mit dem adaptiven Scheinwerfersystem Intelligent Light System, inklusive Kurvenlicht
- das Bediensystem COMAND mit zentralem Dreh-Drück-Schiebe-Steller
- Nanolack
- adaptives Bremslicht
- das präventive Schutzsystem Pre-Safe der zweiten Generation (radargestützt), inklusive Bremsassistent BAS Plus und Pre-Safe-Bremse
- das auf einer Stahlfederung basierende aktive Fahrwerk Active Body Control (ABC)
- das 7-Gang-Automatikgetriebe 7G-TRONIC mit dem neuen Direct Select-Wählhebel
- stufenlose Türbremse
- automatisches Notrufsystem Tele-Aid (nur für Nordamerika)

Sowie gegen Aufpreis z. B.:
- Distronic Plus mit vorausschauender Pre-Safe-Bremse, radargestützter „Parkführung“ und Spurwechselassistent
- die Mobiltelefonvorrüstung (Code 386) mit SIM Access Profile (ab 10/2006)
- Keyless Go (schlüsselloser Zugang und Motorstart)
- Reifen mit Notlaufeigenschaften
- Nachtsichtassistent
- das Dolby Digital 5.1-Surround-Sound-System Logic7
- DVD-Wechsler
- Kühlschrank (Bei gewissen Modellen wie CL 63 AMG 2007)

## Modellpflege
Am 1. Juni 2010 wurden die ersten Bilder des überarbeiteten CL gezeigt, erstmals der Öffentlichkeit vorgestellt wurde er auf der Paris Motor Show 2010.
Bei dem Facelift wurden die Schürzen an Front und Heck überarbeitet. Zudem wurden der Kühlergrill sowie die Scheinwerfer erneuert. Die Außenspiegel und die Auspuffendrohre sind eckiger wie schon bei der S-Klasse. Die Motorhaube zeigt durch längslaufende Sicken mehr Profil.
Ebenso wurden die Fahrerassistenzsysteme optimiert. Eine aktive Motorhaube, die Pre-Safe-Bremse verfügt nun über eine vollautomatische Notbremsfunktion bis zum Stillstand und der Nachtsichtassistent wurde verbessert (Personenerkennung).
Der Adaptive Fernlichtassistent (Adaptive Hell-Dunkel-Grenze) aus der E-Klasse sorgt seit der Modellpflege auch in der CL-Klasse für eine optimierte Ausleuchtung der Straße bei Nacht: die Leuchtweite wird immer so eingestellt, dass der Lichtkegel vor dem Stoßfänger des vorausfahrenden oder entgegenkommenden Fahrzeuges endet. Wenn kein anderer Verkehrsteilnehmer erkannt wird, wird das Fernlicht mit einem weichen Übergang aktiviert. Ebenfalls aus der E-Klasse bekannt ist die Verkehrsschilderkennung, die Geschwindigkeitsbeschränkungen erkennt und dem Fahrer in einem Display anzeigt, der Spurwechselassistent oder der Spurhalteassistent, der vor ungewolltem Abkommen von der Straße mittels einer Lenkradvibration warnt. Darüber hinaus gibt es seit der Modellpflege einen Seitenwindassistenten, der es verhindert, bei starkem Seitenwind aus der Spur zu geraten. Dieses System ist nur in Verbindung mit dem Active-Body-Control-Fahrwerk (ABC) zu erhalten.
Die serienmäßige Sicherheitsausstattung wurde durch den sogenannten Attention Assist ergänzt. Der Aufmerksamkeits-Assistent überwacht eine Reihe von Messgrößen wie beispielsweise das Lenkverhalten des Fahrers und warnt bei drohender Übermüdung.
Am Heck erhielten die Rückleuchten neue Grafiken. Auch der Kennzeichenausschnitt im Heckdeckel wurde geändert. Zudem sollte sich die Modellbezeichnung von CL auf S-Klasse Coupé ändern, jedoch wurde diese Planung aus nicht bekannten Gründen verworfen.

## Zulassungszahlen
Zwischen 2006 und 2016 sind in der Bundesrepublik Deutschland 5269 Mercedes-Benz C 216 neu zugelassen worden. Mit 1532 Einheiten war 2007 das erfolgreichste Verkaufsjahr.